# Deh-e Yūsof ‘Alī
Deh-e Yūsof ‘Alī (persiska: يوسِف عَلی, دِه يوسِف, دِه يوسِف عَلی, دِه يوسُف عَلی, دِهِ يوسُف عَلی, Yūsef ‘Alī, ده یوسف علی) är en ort i Iran.   Den ligger i provinsen Lorestan, i den nordvästra delen av landet, 300 km sydväst om huvudstaden Teheran. Deh-e Yūsof ‘Alī ligger 2 035 meter över havet och antalet invånare är 262.
Terrängen runt Deh-e Yūsof ‘Alī är kuperad österut, men västerut är den platt. Runt Deh-e Yūsof ‘Alī är det tätbefolkat, med 257 invånare per kvadratkilometer. Närmaste större samhälle är Oshtorīnān, 8,7 km sydväst om Deh-e Yūsof ‘Alī. Trakten runt Deh-e Yūsof ‘Alī består i huvudsak av gräsmarker.